# Cigarill

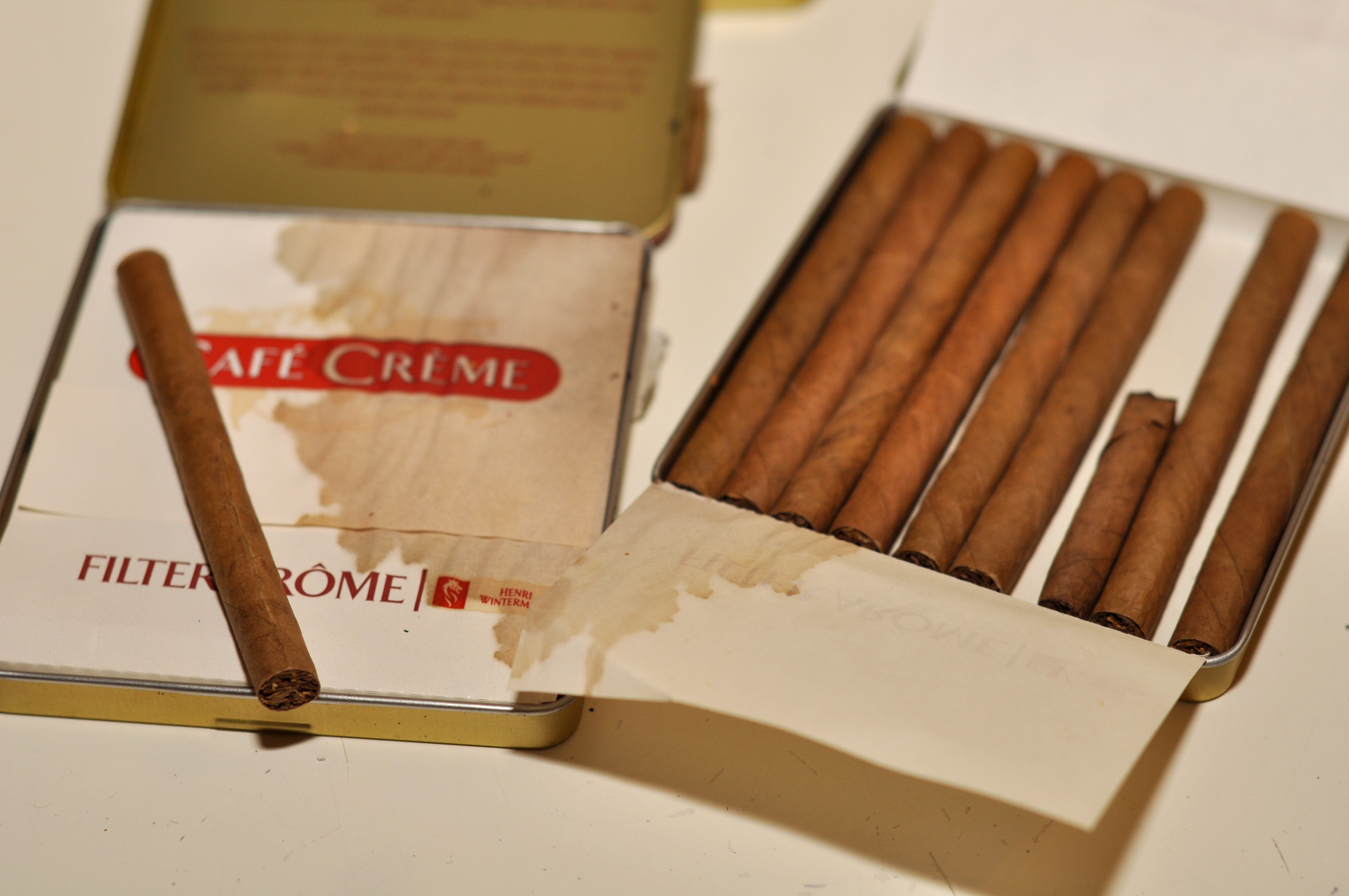
En ask cigariller med introducerad fukt.

Cigarill, även kallad cigarrcigarett, är en minimerad variant av en cigarr. De tillverkas på samma sätt och är ofta smaksatta med exempelvis vanilj. Cigariller är öppna i båda ändarna och behöver därför, till skillnad från cigarrer, inte snoppas innan de röks. En ask innehåller oftast tio cigariller.